# Airplay
Airplay – termin używany w przemyśle radiowym na określenie częstości odgrywania utworu w danej stacji radiowej. Termin jest także używany w muzycznych stacjach telewizyjnych dla określenia częstości pokazywania danego teledysku.
W większości państw istnieje co najmniej jedna lista przebojów, w której brana jest pod uwagę częstość odgrywania singla w stacjach radiowych (ang. Radio Airplay Chart). Większe kraje, np. Stany Zjednoczone, mają po kilka takich zestawień, także osobne dla różnych gatunków muzycznych czy nawet dla danego regionu.